# Cămărașu
Cămărașu (in ungherese Pusztakamarás) è un comune della Romania di 2 816 abitanti, ubicato nel distretto di Cluj, nella regione storica della Transilvania.
Il comune è formato dall'unione di 3 villaggi: Cămărașu, Năoiu, Sâmboleni.